# Komlan Mally
Komlan Mally (Adiva, Togo, 1960. december 12.) togói politikus, 2007. december 3-tól Togo miniszterelnöke.
Mally Adiva városában született, Amou megyében, ami Togo Plateaux régiójához, a Fennsíkhoz tartozik. A Togói Népi Mozgalom (TNM) tagja, és tagja a mozgalom Központi Bizottságának is. 1996 márciusától 1999 októberéig Wawa megye prefektusaként szolgálta hazáját, majd 2002-2006 között Golfe megye prefektusa volt
2006 szeptemberében Yawovi Agboyibo akkori miniszterelnök kinevezte város- és településfejlesztési miniszternek kormányába, ezt a  posztot 2007 decemberéig töltötte be. Amou megye TNM jelöltjeként 2007 októberében a togói parlament képviselőjévé választották. A választások után Faure Gnassingbé elnök 2007. december 3-án kinevezte miniszterelnökké.
Mally viszonylag ismeretlennek számít a togói politikai életben, kinevezése ellentétben állt azzal a várakozással, hogy az elnök egy ellenzéki vezetőt jelöl miniszterelnöknek.

## Lásd még
- Togo miniszterelnökeinek listája